# Mata Ferrer
Mata Ferrer är en ort i Mexiko.   Den ligger i kommunen Carrillo Puerto och delstaten Veracruz, i den sydöstra delen av landet, 270 km öster om huvudstaden Mexico City. Mata Ferrer ligger 236 meter över havet och antalet invånare är 265.
Terrängen runt Mata Ferrer är lite kuperad, och sluttar österut. Runt Mata Ferrer är det ganska tätbefolkat, med 62 invånare per kvadratkilometer. Närmaste större samhälle är Cuitláhuac, 10,8 km väster om Mata Ferrer. Omgivningarna runt Mata Ferrer är en mosaik av jordbruksmark och naturlig växtlighet.